# Споменик Зорану Радмиловићу у Београду
Споменик Зорану Радмиловићу налази се у Светогорској улици бр. 21 у београдској општини Стари град.
Споменик се налази испред главног улаза у Атеље 212 чији је Радмиловић био члан и представља глумца у улози из представе Краљ Иби, коју је почео да игра у Атељеу 212. 1964. године након одустајања глумца Љубе Тадића. Током настајања представе, његова глумачка надареност довела је до тријумфа импровизације (велики успех остварује и на гостовањима у Паризу, Москви, Њујорку, Венецији и др.)
Зоран Радмиловић (Зајечар, 11. мај 1933 — Београд, 21. јул 1985) био је српски и југословенски филмски, телевизијски и позоришни глумац, који је одиграо неке од најупечатљивијих улога у историји југословенске кинематографије. Његова најпознатија улога била је у позоришној представи Радован III, по којој је добио титулу Краља хумора и импровизације.